# Saint-André-Goule-d'Oie
 Saint-André-Goule-d'Oie  es una población y comuna francesa, en la región de Países del Loira, departamento de Vendée, en el distrito de La Roche-sur-Yon y cantón de Saint-Fulgent.

## Demografía
| 1145 | 1087 | 1113 | 1272 | 1353 | 1307 |
| Para los censos de 1962 a 1999 la población legal corresponde a la población sin duplicidades (Fuente: INSEE [Consultar]) |      |      |      |      |      |